# Om cu noroc
Om cu noroc este o operă literară scrisă de Ion Luca Caragiale. 